# Youcef Belaïli
Mohamed Youcef Belaïli, arab. محمد يوسف بلايلي (ur. 14 marca 1992 w Oranie) – algierski piłkarz grający na pozycji skrzydłowego w MC Alger oraz reprezentacji Algierii. Złoty medalista Pucharu Narodów Afryki 2019.

## Kariera
Youcef Belaïli rozpoczynał karierę w lokalnych klubach z Oranu. Pierwszą jego seniorską drużyną był CA Bordj Bou Arreridj. Po roku powrócił do MC Oran. W 2012 roku przeniósł się do Espérance Tunis. W 2014 roku został zawodnikiem USM Algier. W 2018 roku powrócił do Espérance. W latach 2019–2020 był piłkarzem Al-Ahli Dżudda.
W reprezentacji Algierii zadebiutował 26 marca 2015 w towarzyskim meczu z Katarem. Pierwszego gola zdobył 16 czerwca 2019 w starciu z Mali. Został powołany na Puchar Narodów Afryki 2019. Na turnieju strzelił dwie bramki, a Algieria sięgnęła po tytuł mistrzowski.